# Ignacy Bukowski
Ignacy Bukowski herbu Ossoria – fligeladiutant królewski w 1766 roku, poseł sanocki na Sejm Repninowski. 

## Życiorys
Syn Jana chorążego owruckiego.
W latach 1757–1760 uczył się w Collegium Nobilium jezuitów we Lwowie.
W załączniku do depeszy z 2 października 1767 roku do prezydenta Kolegium Spraw Zagranicznych Imperium Rosyjskiego Nikity Panina, poseł rosyjski Nikołaj Repnin określił go jako posła właściwego dla realizacji rosyjskich planów na sejmie 1767 roku. 23 października 1767 wszedł w skład delegacji Sejmu, wyłonionej pod naciskiem posła rosyjskiego Nikołaja Repnina, powołanej w celu określenia ustroju Rzeczypospolitej.